# Први англо-сички рат
Први англо-сички рат (енгл. First Anglo-Sikh war), сукоб између Британске источноиндијске компаније и Царства Сика у Панџабу од децембра 1845. до марта 1846. године. Завршен је британском победом, али је држава Сика успела да сачува своју независност.

## Позадина
Као верска секта Сики су настали у 16. веку у Панџабу. Оснивач секте Нанак (1469-1538) проповедао је монотеизам, верску толеранцију и укидање кастинског система, што је дало идеолошку подлогу борби сељачких маса северне Индије против феудализма. Током 17. века секта је прерасла у војно-политичку организацију. Сви њени припадници узели су заједничко презиме Синг (лав) и положили завет да никада непријатељу не  окрену леђа. Искористивши распад Могулског царства после Аурангзебове смрти (1707), Сики су успели да освоје цео Панџаб и Кашмир. Имања феудалаца поделили су беземљашима, а политички су се организовали у 12 конфедерација, које је ујединио махараџа Ранџит Синг (владао 1798-1839), веома способан политичар и војсковођа, који је тако завладао територијом између Инда и реке Јамуна (данас источни Пакистан и северозападна Индија) са престоницом у Лахору.
Армија коју је створио била је најбоље организована домородачка армија на тлу Индије. Регрутована је по старом феудалном систему, али организована и обучавана по савременим европским принципима од стране унајмљених француских официра. Нарочиту пажњу је посветио до тад запостављеним родовима, пешадији и артиљерији, а у Лахору изградио је више тополивница. Пред крај његове владавине, армија је имала око 75.000 људи. Да би ојачао границе према Авганистану, учествовао је на страни Британаца  у Првом англо-авганистанском рату (1838-1842), али није дозволио британском трупама пролаз преко своје територије. Панџаб је био је последња независна држава у Индији у време најјаче британске колонијалне експанзије након Маратских ратова.
После Ранџитове смрти, држава Сика утонула је у унутрашње сукобе. Регенти који су управљали државом у име Ранџитовог малолетног сина видели су у ојачалој војсци опасност за своју власт и одлучили да је ослабе војним сукобима. Тако су крајем 1845. непромишљено напали суседне индијске кнежевине под заштитом Британске источноиндијске компаније, што је довело до рата са Британцима.

## Рат
Рат је трајао од децембра 1845. до марта 1846. године. Испровоцирани од стране Британаца, крајем 1845. око 60.000 Сика прешло је границу и основало логор код Фирозпура, на територији под британском влашћу. У сукобу са британском трупама 18. децембра 1845. код Мутке (село у близини Ферозапура) Сики су претрпели пораз и морали су се повући ка своме логору. Ту их је 21. децембра исте године напала британска војска, али је и она претрпела велике губитке. И поред овог успеха, Сики су напустили логор, а 28. јануара 1846. дошло је до новог боја код Аливала, који се завршио новим поразом Сика. У фебруару је пала и престоница Лахор, а држава Сика претворена је у вазалну кнежевину.

## Последице
Рат је завршен миром у Лахору под условом смањења стајаће војске и плаћања данка Британској Империји.